# Dante Marmone
Dante Marmone (Bari, 21 ottobre 1951) è un attore, commediografo, regista teatrale e musicista italiano.

## Biografia
Dante Marmone ha tracciato il suo percorso artistico, calcando palcoscenici sia come cantante che attore, fin dalla sua adolescenza. A vent'anni, ha abbracciato definitivamente la vocazione teatrale entrando a far parte di una compagnia semi professionale. Due anni dopo, ha co-fondato la compagnia teatrale Anonima G.R. (Gruppo Ricerche), avendo così la possibilità di esprimere la sua creatività come attore, autore e compositore. Le sue prime incursioni nel teatro di strada risalgono al 1975, quando ha iniziato a esibirsi nelle piazze e nelle strade del centro storico di Bari. Questo tipo di performance è diventato una componente fondamentale della sua carriera, con progetti mirati alla valorizzazione dei centri storici attraverso l'utilizzo di antichi edifici come scenografie e palcoscenici. In seguito, Marmone ha portato i suoi spettacoli in giro per l'Italia, avendo il teatro Alberico di Roma come punto di riferimento per la sperimentazione e la ricerca teatrale. La sua estetica teatrale è stata definita dalla critica come "teatro popolare metropolitano". Negli anni ottanta, ha incontrato il regista Nanni Loy, con il quale ha sviluppato una stretta collaborazione professionale. Questa collaborazione ha portato Loy a dirigere, per la prima volta nella sua carriera, una produzione teatrale, tratta da uno dei suoi film, Café Express, in cui lo stesso Marmone ha recitato e contribuito alla riscrittura del testo. Il successo di questa produzione ha portato alla realizzazione di un secondo spettacolo, L'Osso Sacro, sempre con la regia di Loy. Grazie all'incontro con Nanni Loy, Marmone ha avuto la possibilità di approcciare al il cinema, con il film, Scugnizzi e in seguito recitando in diversi film, alcuni dei quali con ruoli da protagonista. Nel 1990 ha inaugurato il teatro Dell'Anonima a Bari, dove ha curato la direzione artistica per circa 25 anni allestendo un gran numero di spettacoli curandone la scrittura. Come autore ha scritto più di trenta spettacoli teatrali e diverse Sit-com di successo per l'emittente Telenorba. Oltre al teatro e al cinema, Marmone ha realizzato diverse produzioni musicali pubblicando album con canzoni popolari legate alla baresità, oltre alla composizione di colonne sonore teatrali e televisive. Marmone inoltre ha esplorato la scrittura narrativa, pubblicando racconti e collaborando con diverse case editrici.

## Filmografia

### Cinema
- Scugnizzi, regia di Nanni Loy (1989)
- Fratelli coltelli, regia di Maurizio Ponzi (1997)
- Gallo cedrone, regia di Carlo Verdone (1998)
- LaCapaGira, regia di Alessandro Piva (1999)
- Senza filtro, regia di Mimmo Raimondi (2001)
- Solino, regia di Fatih Akın (2002)
- Mio cognato, regia di Alessandro Piva (2003)
- Bell'epoker, regia di Nico Cirasola (2003)
- Verso nord, regia di Stefano Reali (2004)
- Nicola, lì dove sorge il sole, regia di Vito Giuss Potenza (2006)
- Il passato è una terra straniera, regia di  Daniele Vicari (2008)
- Focaccia blues, regia di Nico Cirasola (2009)
- Natale con chi vuoi, regia di Vito Cea (2009)
- Lo sceicco di Castellaneta, regia di Giuseppe Sansonna (2010)
- Indovina chi sposa mia figlia!, regia di Neele Vollmar (2010)
- Senza arte né parte, regia di Giovanni Albanese (2011)
- Buona giornata, regia di Carlo Vanzina (2012)
- Marina, regia di Stijn Coninx (2013)
- Ameluk, regia di Mimmo Mancini (2014)
- Gli agnelli possono tornare a pascolare, regia di Beppe Cino (2023)
- W Muozzart!, regia di Sebastiano Rizzo (2025)

### Televisione
- Il Festival di San Romolo (1997)
- Aimam (1998)
- Catene (2000-2008)
- Aldilà nel 2003)
- Il giudice Mastrangelo, regia di Enrico Oldoini – serie TV (2005)
- 30 Anni di Telenorba, regia Vito Capuano (2006)
- Stasera canto io, regia Federico Fazio (2010)
- Radici, regia Franco Salvia (2011)
- Il commissario Zagaria, regia Luca Pauano – serie TV (2011)
- Telenorba Extra (2012)
- Comò 2.0, regia di Giancarlo Montingelli (2014)
- Cucina con Cristel, regia Franz Roscino (2015)
- Storia di una famiglia perbene, regia di Stefano Reali – serie TV (2021)

### Opere Teatrali
- La bbedda chembagnì (1974/1975), Testo e regia del gruppo Anonima G.R.
- Facite vobis (1976), coautore, regista ed interprete.
- U' addore (1976/1977), Testo e regia del gruppo Anonima G.R.
- Pum za ta pum (1977/1978), Testo e regia del gruppo Anonima G.R.
- La Masciara (1978/1979), Testo di Dante Marmone e Giuseppe Sinisi. Regia di Dante Marmone.
- Guitterata (1979/1980), Testo di Dante Marmone e Giuseppe Sinisi. Regia di Dante Marmone.
- Il soldato spaccone (1980/1981) – riscrittura dal Miles gloriosus. Opera Teatrale di T.M. Plauto. Rielaborazione di Dante Marmone e Giuseppe Sinisi. Traduzione di Gilda L'Arab. Regia di Dante Marmone.
- Giochi d'attore (1981/1982), Testo di Dante Marmone e Giuseppe Sinisi. Regia di Dante Marmone.
- La festa dei pazzi (1983/1984), Testo di Dante Marmone e Giuseppe Sinisi. Regia di Dante Marmone.
- Dolce o amaro (1985/1986) – rielaborazione da Cafè express di Nanni Loy ed Elvio Porta. rielaborazione teatrale di Nanni Loy, Elvio Porta, Dante Marmone, Pinuccio Sinisi. Regia di Nanni Loy.
- Spettacolazioni comiche (1986), coautore, regista ed interprete.
- I fisici (1986/1987). Opera Teatrale di F. Dürrenmatt. Regia di Dante Marmone.
- L'osso sacro (1987/1988), soggetto di Dante Marmone, scritto da Dante Marmone, Nicola Saponaro e Giuseppe Sinisi. Regia di Nanni Loy.
- Biancaneve e i due nanetti (1988/1989), Testo e regia di Dante Marmone.
- Il Festival di San Romolo (1989/1990), Testo di Dante Marmone, Tiziana Schiavarelli e Giuseppe Sinisi. Regia di Dante Marmone.
- Frankenstein (1990/1991), Soggetto di Dante Marmone, testo di Dante Marmone e Nicola Saponaro. Regia di Dante Marmone.
- Arrangiati Pinocchio (1992/1993), Testo di Dante Marmone, regia di Giuseppe Sinisi.
- Siamo caduti nell'inferno (1994/1995), Testo e regia di Dante Marmone.
- La Locandiera (1995/1996) – riscrittura. Rielaborazione da C. Goldoni di Dante Marmone. Testi di Dante Marmone, Tiziana Schiavarelli e Giuseppe Sinisi. Regia di Dante Marmone.
- Morte tua vita mea (1997/1998), Testo e regia di Dante Marmone.
- Bar qui si gode (1998/1999), Testo di Dante Marmone, Tiziana Schiavarelli. Regia di Dante Marmone.
- Motel Paradais (1999/2000), Testo di Dante Marmone, Tiziana Schiavarelli e Giuseppe Sinisi. Regia di Dante Marmone.
- Catene (2000/2001), Testo di Dante Marmone e Tiziana Schiavarelli. Regia di Dante Marmone.
- L'avaro (2002/2003) – riscrittura. Rielaborazione da Molière di Dante Marmone e Tiziana Schiavarelli. Regia di Dante Marmone.
- Sogno di una notte di mezza estate (2007), Regia Vito Signorile.
- Arriva l'ispettore (2008/2009). Rielaborazione da "L'ispettore generale" di Nikolaj Gogol. Riscrittura e regia di Dante Marmone.
- Il mare di San Nicola (2009/2010). Testi musiche e regia di Dante Marmone.
- Bari Mediterranea (2010), Testi, musiche e regia di Dante Marmone.
- Un fattaccio all'improvviso (2012/2013), Testo di Dante Marmone e Tiziana Schiavarelli. Regia di Dante Marmone.
- Il fantasma (2015/2016), Testo di Dante Marmone e Tiziana Schiavarelli. Regia di Dante Marmone.
- I Karamazov (2017/2018), Regia di Gabriele Paolcà e Michele Altamura.
- Due in una mutanda (2017/2018), Testo di Dante Marmone e Tiziana Schiavarelli. Regia di Dante Marmone.
- Spiriti, streghe e fantasmi a cena (2019/2020), Testo e regia di Dante Marmone.
- Giocattoli (2021/2022), Testo di Dante Marmone e Tiziana Schiavarelli. Regia di Dante Marmone.
- La badante (2023/2024), Testo di Tiziana Schiavarelli. Regia di Dante Marmone.

## Discografia
- Noi siamo un gruppo (1977)
- Mariamaddalena   (2003)
- Le sigle di Catene (2009)
- La Luna all'ammerse (2012)

## Opere
- La stirpe stravagante, romanzo Caratteri mobili Edizioni (2013) ISBN 9788896989449
- Apluvia. Percorsi dell'acqua in Puglia. Radici Future Edizioni (2024) ISBN 9791254900444